# Parafia św. Urszuli Ledóchowskiej w Częstochowie
Parafia Świętej Urszuli Ledóchowskiej w Częstochowie – rzymskokatolicka parafia, położona w dekanacie Częstochowa – św. Antoniego z Padwy, archidiecezji częstochowskiej w Częstochowie, w dzielnicy Wrzosowiak. Erygowana w 1985 roku.

## Historia
W 1981 roku ks. Franciszek Rąpała, proboszcz parafii św. Józefa kupił posesję z budynkiem mieszkalnym przy ul. Sportowej 80 w Częstochowie. 17 października 1982 roku w pomieszczeniu zaadaptowanym na kaplicę odprawił mszę świętą. 22 sierpnia 1983 roku ustanowiono wikariat terenowy. Wikariuszem, a później pierwszym proboszczem został ks. Jerzy Sojczyński. Zakupił plac pod budowę kościoła i plebanii przy ulicy Władysława Orkana 60/62. We wrześniu 1987 roku rozpoczęto budowę kościoła. Obok ustawiono tymczasową kaplicę, gdzie 1 listopada 1987 roku odprawiono pierwszą Mszę Świętą. Msze w nowym kościele rozpoczęto odprawiać od września 1999 roku. W miejscu tymczasowej kaplicy znajduje się obecnie parking. W 2001 roku z parafii wydzielono nową parafię Zesłania Ducha Świętego.

## Proboszczowie parafii
| imię i nazwisko      | daty urzędowania |
| -------------------- | ---------------- |
| Ks. Jerzy Sojczyński | 1985 – 1997      |
| Ks. Gabriel Biskup   | 1997 – 2023      |
| Ks. Mikołaj Węgrzyn  | 2023–            |